# Rivilla de Barajas
Rivilla de Barajas es un municipio de España perteneciente a la provincia de Ávila, en la comunidad autónoma de Castilla y León. En 2017 contaba con una población de 59 habitantes.

## Geografía
Ubicación
La localidad está situada a una altitud de 901 m s. n. m.
| Noroeste: Muñosancho          | Norte: Fontiveros | Noreste: Fontiveros |
| Oeste: Salvadiós              |                   | Este: Crespos       |
| Suroeste: Narros del Castillo | Sur: Vita         | Sureste: Crespos    |

Clima
Rivilla de Barajas tiene un clima Csb (templado con verano seco y templado) según la clasificación climática de Köppen.
| Parámetros climáticos promedio de Rivilla de Barajas en el periodo 1966-2003 | Parámetros climáticos promedio de Rivilla de Barajas en el periodo 1966-2003 | Parámetros climáticos promedio de Rivilla de Barajas en el periodo 1966-2003 | Parámetros climáticos promedio de Rivilla de Barajas en el periodo 1966-2003 | Parámetros climáticos promedio de Rivilla de Barajas en el periodo 1966-2003 | Parámetros climáticos promedio de Rivilla de Barajas en el periodo 1966-2003 | Parámetros climáticos promedio de Rivilla de Barajas en el periodo 1966-2003 | Parámetros climáticos promedio de Rivilla de Barajas en el periodo 1966-2003 | Parámetros climáticos promedio de Rivilla de Barajas en el periodo 1966-2003 | Parámetros climáticos promedio de Rivilla de Barajas en el periodo 1966-2003 | Parámetros climáticos promedio de Rivilla de Barajas en el periodo 1966-2003 | Parámetros climáticos promedio de Rivilla de Barajas en el periodo 1966-2003 | Parámetros climáticos promedio de Rivilla de Barajas en el periodo 1966-2003 | Parámetros climáticos promedio de Rivilla de Barajas en el periodo 1966-2003 |
| Mes | Ene.                                                                         | Feb.                                                                         | Mar.                                                                         | Abr.                                                                         | May.                                                                         | Jun.                                                                         | Jul.                                                                         | Ago.                                                                         | Sep.                                                                         | Oct.                                                                         | Nov.                                                                         | Dic.                                                                         | Anual                                                                        |
| --- | ---------------------------------------------------------------------------- | ---------------------------------------------------------------------------- | ---------------------------------------------------------------------------- | ---------------------------------------------------------------------------- | ---------------------------------------------------------------------------- | ---------------------------------------------------------------------------- | ---------------------------------------------------------------------------- | ---------------------------------------------------------------------------- | ---------------------------------------------------------------------------- | ---------------------------------------------------------------------------- | ---------------------------------------------------------------------------- | ---------------------------------------------------------------------------- | ---------------------------------------------------------------------------- |
| Temp. media (°C) | 3.50                                                                         | 5.90                                                                         | 7.40                                                                         | 8.70                                                                         | 12.50                                                                        | 17.60                                                                        | 21.40                                                                        | 21.00                                                                        | 17.60                                                                        | 12.40                                                                        | 7.20                                                                         | 4.10                                                                         | 11.50                                                                        |
| Precipitación total (mm) | 49.70                                                                        | 43.00                                                                        | 37.80                                                                        | 54.90                                                                        | 61.60                                                                        | 41.20                                                                        | 25.40                                                                        | 17.10                                                                        | 29.40                                                                        | 49.10                                                                        | 55.10                                                                        | 57.00                                                                        | 521.30                                                                       |
| Fuente: Ministerio de Agricultura, Alimentación y Medio Ambiente. Datos de precipitación para el periodo 1961-1974 y de temperatura para el periodo 1961-1973 en Rivilla de Barajas 3 de octubre de 2012 |                                                                              |                                                                              |                                                                              |                                                                              |                                                                              |                                                                              |                                                                              |                                                                              |                                                                              |                                                                              |                                                                              |                                                                              |                                                                              |

## Demografía
Rivilla de Barajas cuenta con una población de 56 habitantes (INE 2024).
| Gráfica de evolución demográfica de Rivilla de Barajas entre 1842 y 2021                                              |
| |
| Población de derecho según los censos de población del INE. Población de hecho según los censos de población del INE. |

### Población por núcleos
Desglose de población según el Padrón Continuo por Unidad Poblacional del INE.
| Núcleos                | Habitantes (2014) | Varones | Mujeres |
| ---------------------- | ----------------- | ------- | ------- |
| Palacio de Castronuevo | 2                 | 1       | 1       |
| Rivilla de Barajas     | 67                | 30      | 37      |

## Administración y política
| Periodo   | Nombre                  | Partido |
| --------- | ----------------------- | ------- |
| 1991-1995 | Javier Partearroyo      | CDS     |
| 1995-1999 | Millan Borregon         | PSOE    |
| 1999-2003 | Miguel Angel Sanz Coll  | PP      |
| 2003-2007 | Jesus Diaz Gonzalez     | PP      |
| 2007-2011 | David Díaz González     | PP      |
| 2015-2019 | Anselmo Tomás Sanz Coll | PP      |

### Evolución de la deuda viva
El concepto de deuda viva contempla solo las deudas con cajas y bancos relativas a créditos financieros, valores de renta fija y préstamos o créditos transferidos a terceros, excluyéndose, por tanto, la deuda comercial.
| Gráfica de evolución de la deuda viva del ayuntamiento entre 2008 y 2014                             |
| |
| Deuda viva del ayuntamiento en miles de Euros según datos del Ministerio de Hacienda y Ad. Públicas. |

La deuda viva municipal por habitante en 2014 ascendía a 160,84 €.

## Patrimonio
- Castillo de Castronuevo o Castillo de Rivilla de Barajas